# اشپیتیم آرفی
اشپیتیم آریفی (آلبانیایی: Shpejtim Arifi؛ زادهٔ ۳ مه ۱۹۷۹) که در ایران با نام اشپیتیم آرفی شناخته می‌شود، بازیکن سابق فوتبال و بازیگر آلبانیایی‌تبار اهل جمهوری کوزوو است. او شهروند آلمان نیز هست. او همچنین مدتی سرمربی تیم نوجوانان و نونهالان باشگاه پرسپولیس بود.

## دوران باشگاهی

### بازی در لیگ برتر خلیج فارس
اشپیتیم آرفی در خرداد ۱۳۸۷ به باشگاه فوتبال پیام مشهد در لیگ دسته اول فوتبال ایران پیوست. او دربارهٔ این که چرا به ایران آمده گفت: 
انتقالم به فوتبال ایران خیلی سریع اتفاق افتاد، در تیم سابقم هیچ انگیزه‌ای برای ادامه فعالیت نداشتم و طی تماس باشگاه پیام با مدیر برنامه‌هایم، ایران را برای ادامه فوتبالم انتخاب کردم.
او نخستین بازی خود را برای پیام برابر استیل‌آذین انجام داد. با صعود پیام به لیگ برتر فوتبال ایران در بازی پلی‌آف برابر فولاد خوزستان، آرفی در پیام ماند و برای این تیم در فصل ۸۸–۱۳۸۷ بازی کرد. او در ۲۹ بازی ۱۸ گل برای پیام به ثمر رساند و در پایان فصل به پرسپولیس پیوست.

## آمار
| باشگاه         | فصل            | لیگ  | لیگ | حذفی | حذفی | قاره‌ای | قاره‌ای | جمع  | جمع |
| باشگاه         | فصل            | بازی | گل  | بازی | گل   | بازی   | گل     | بازی | گل  |
| -------------- | -------------- | ---- | --- | ---- | ---- | ------ | ------ | ---- | --- |
| پیام           | ۱۳۸۶–۱۳۸۷      | ۳    | ۰   | ۰    | ۰    | _      | _      | ۳    | ۰   |
| پیام           | ۱۳۸۷–۱۳۸۸      | ۲۹   | ۱۸  | ۱    | ۰    | _      | _      | ۳۰   | ۱۸  |
| مجموع پیام     | مجموع پیام     | ۳۲   | ۱۸  | ۱    | ۰    | _      | _      | ۳۳   | ۱۸  |
| پرسپولیس       | ۱۳۸۸–۱۳۸۹      | ۱۱   | ۱   | ۰    | ۰    | _      | _      | ۱۱   | ۱   |
| پرسپولیس       | ۱۳۸۹–۱۳۹۰      | ۱۴   | ۴   | ۲    | ۶    | ۳      | ۱۶     | ۵    |     |
| مجموع پرسپولیس | مجموع پرسپولیس | ۲۵   | ۵   | ۲    | ۱    | ۰      | ۰      | ۲۷   | ۶   |
| مجموع آمار     | مجموع آمار     | ۵۷   | ۲۳  | ۴    | ۱    | ۰      | ۰      | ۶۱   | ۲۴  |

## بازیگری
آرفی همچنین به‌عنوان بازیگر در چند فیلم و سریال ایرانی، حضور داشته‌است.

### سینما
| سال  | نام فیلم              | کارگردان     |
| ---- | --------------------- | ------------ |
| ۱۳۹۸ | چند می‌گیری گریه کنی ۲ | علی توکل نیا |
| ۱۳۹۷ | ما همه با هم هستیم    | کمال تبریزی  |
| ۱۳۹۵ | آوار                  | فرناز امینی  |

### تلویزیون
| سال  | نام سریال        | کارگردان      |
| ---- | ---------------- | ------------- |
| ۱۳۹۶ | لژیونر           | مسعود آب پرور |
| ۱۳۹۶ | دیوار به دیوار ۱ | سامان مقدم    |

## زندگی شخصی
آریفی از پدر و مادری از آلبانیایی‌تبارهای مسلمان کوزوو در پریشتینا مرکز این کشور، که در آن زمان در جمهوری صربستان واقع در جمهوری فدرال یوگسلاوی قرار داشت، به دنیا آمده‌است.

## افتخارات

### باشگاهی

#### رویتلینگن
- اوبرلیگا بادن-وورتمبرگ (۱): ۲۰۰۶–۲۰۰۵

#### پیام
- لیگ آزادگان (۱): ۸۷–۱۳۸۶

#### پرسپولیس
- جام حذفی ایران (۲): ۸۹–۱۳۸۸، ۹۰–۱۳۸۹